# Leatherheads
Leatherheads (titulada Ella es el partido en España y Jugando Sucio en Hispanoamérica) es una comedia protagonizada por George Clooney, Renée Zellweger y John Krasinski y dirigida por el propio George Clooney. La cinta fue estrenada el 4 de abril de 2008 en Estados Unidos y el 6 de junio del mismo año en España.

## Argumento
Cuando el veterano jugador de fútbol Dodge Connolly (George Clooney) ficha al héroe de guerra Carter La Bala Rutherford, para superar los contratiempos por los que pasa su equipo, el resultado es mucho peor de lo que esperaba. Con la llegada de Carter, aparece también la sagaz y descarada periodista Lexie Littleton (Renée Zellweger), a la cual su editor le ha encargado sacar a la luz la mezquindad de Carter y la verdad que se esconde detrás de su inmerecido estatus de héroe. Tanto Carter como Dodge caen rendidos ante la belleza de Lexie, pero solo uno de ellos puede conseguir a la chica. Divertida y ocurrente comedia romántica, Ella es el partido nos cuenta todo sobre cómo jugar sucio y ser el primero en marcar...

## Recepción crítica y comercial
La película recibió críticas mixtas, con un 52% de comentarios positivos según la página de Internet Rotten Tomatoes, llegando a la siguiente conclusión: "A pesar de un argumento interesante y unos grandes protagonistas esta comedia-romántica sobre el fútbol es mitad excéntrica y mitad típica."
Según la página de Internet Metacritic obtuvo críticas mixtas, con un 56%, basado en 34 comentarios de los cuales 17 son positivos.
En taquilla tampoco obtuvo buenos resultados, recaudando poco más de 31 millones en Estados Unidos. Sumando las escasas recaudaciones internacionales la cifra asciende a 41 millones, mientras que su presupuesto fue de 58 millones.

## DVD
Ella es el partido salió a la venta el 11 de noviembre de 2008 en España, en formato DVD. El disco contiene menús interactivos, acceso directo a escenas, así como algunas escenas inéditas.